# الزبية (مناخة)

تعديل مصدري - تعديل

الزبية هي إحدى قرى عزلة بني جربن بمديرية مناخة التابعة لمحافظة صنعاء، بلغ تعداد سكانها 718 نسمة حسب تعداد اليمن لعام 2004.